# Althea Gilharry
Althea Gilharry (* 12. Januar 1970) ist eine ehemalige belizische Leichtathletin. 
Sie trat bei den Olympischen Sommerspielen 1996 in Atlanta an. Im Dreisprung schied sie mit einer Weite von 12,78 m in den Vorentscheidungen aus.